# Daunia
La Daunia è un distretto storico-geografico dell'Italia meridionale che in epoca pre-romana, unitamente alla vicina Peucezia e alla più lontana Messapia (entrambe situate a sud-est del territorio dauno), costituiva la Iapigia, dalla quale ultima hanno tratto il nome tanto la romana Apulia quanto l'attuale Puglia. Il territorio dauno si estende dal Gargano e dal Subappennino fino al Vulture e al margine settentrionale delle Murge, abbracciando quindi l'intero Tavoliere delle Puglie e affacciandosi sul mare Adriatico e sul golfo di Manfredonia. Storicamente confinava con il territorio dei Frentani e con il Sannio all'altezza del bacino del Fortore, mentre la valle dell'Ofanto era condivisa con l'Irpinia e la Lucania.
L'antica Daunia corrispondeva a buona parte dell'ex Capitanata e dell'attuale provincia di Foggia, nonché alla parte occidentale della nuova provincia di Barletta-Andria-Trani e all'estrema propaggine settentrionale della moderna provincia di Potenza (quest'ultima situata in Basilicata). Malgrado il loro nome, i monti della Daunia erano invece in gran parte estranei al territorio della Daunia antica; essi erano occupati dai Sanniti e dagli Irpini che vi tenevano una serie di arces ("fortezze") e di oppida ("borghi"), il più rilevante dei quali era Vescellium.

## Storia

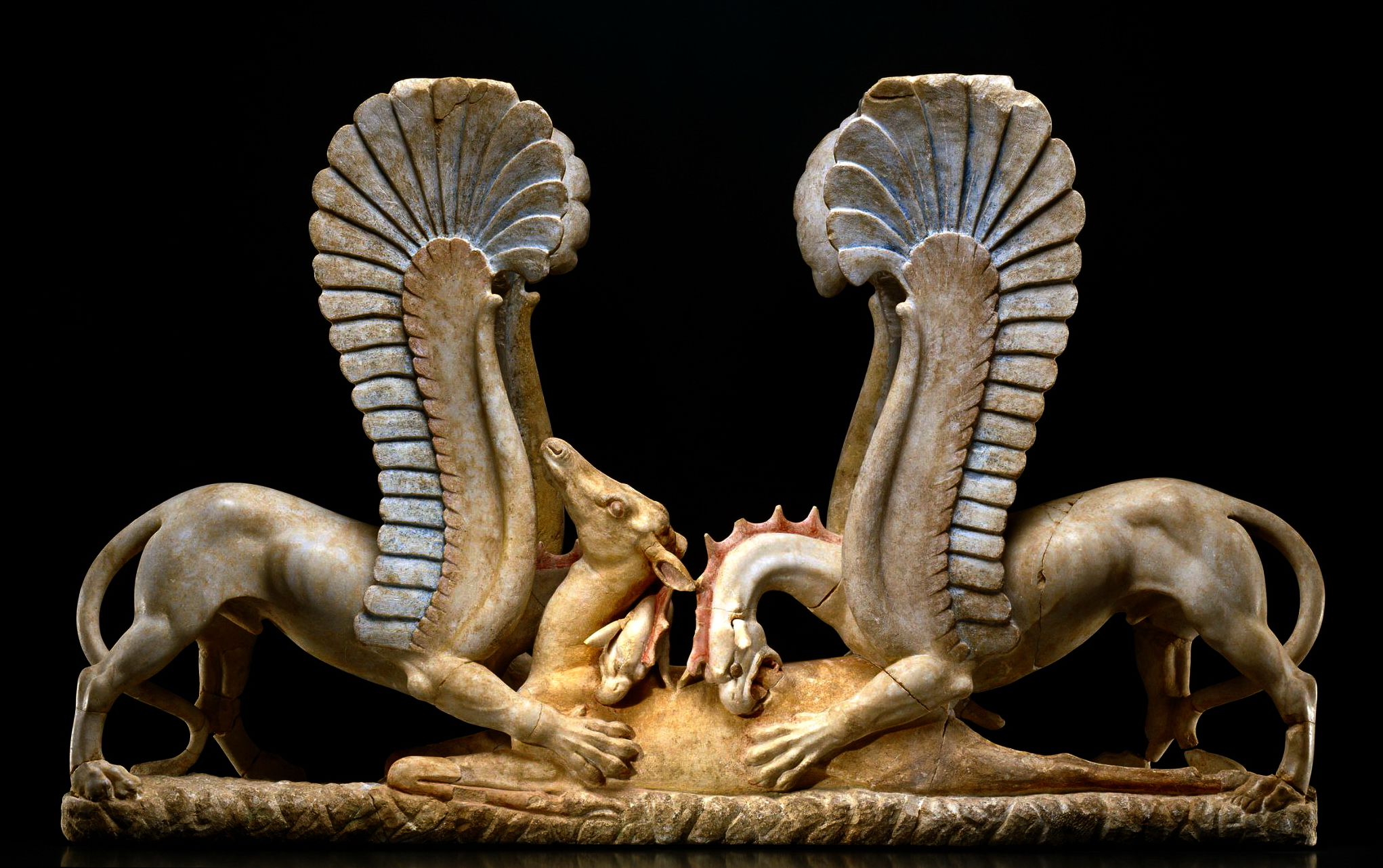
Trapezophoros con due grifoni che sbranano una cerva. Scultura dauna in marmo policromo (IV secolo a.C.). Rinvenuta ad Ascoli Satriano (l'antica Ausculum), è considerata un'opera unica nel suo genere.

I Dauni occupavano il territorio più settentrionale della Iapigia, confinando a nord-ovest con i Frentani, a ovest con Sanniti, a sud-ovest con gli Irpini (anch'essi di stirpe sannitica), a sud con i Lucani, a sud-est con i Peucezi. Il mito vuole che l'eroe troiano Diomede avrebbe fondato Arpi.
Le fonti antiche (Erodoto, Tucidide, Polibio, Varrone, Festo, Plinio il Vecchio e Nicandro) parlano della suddivisione della Iapigia in Daunia, Peucezia e Messapia come effetto dell'insediamento degli Iapigi, mescolanza di Cretesi e Illiri, che avrebbero scacciato gli Ausoni (i quali, insieme con gli Italici, abitavano il Meridione). Tuttavia, secondo un'altra ipotesi, in origine i Dauni sarebbero stati anch'essi Italici, e solo successivamente si sarebbero integrati con gli Iapigi.
Dall'VIII secolo a.C. la Daunia intrattenne vivaci scambi con l'area campana. A causa della sua posizione eccentrica rispetto alle colonie greche e differenziata dalle altre due regioni degli Iapigi, la Daunia subì gli influssi della civiltà greca e della Magna Grecia solo a partire dalla fine del V e dall'inizio del IV secolo a.C. L'ellenizzazione della Daunia fu accentuata da Alessandro il Molosso durante la sua campagna militare in Italia nel 333-334 a.C. Tuttavia, dopo la sconfitta di Alessandro il Molosso, la Daunia subì una profonda oscizzazione ad opera dei Sanniti che scendevano dall'Appennino, tanto che  la regione perse buona parte della precedente cultura iapigia; dopo la penetrazione romana nella regione, a partire dal 327 a.C., si evidenziano ancora una volta influssi culturali dall'area campana.
Tali eventi agevolarono la diffusione della lingua osca, l'unica a comparire nelle legende delle antiche monete locali (di epoca antecedente al 300 a.C.) rinvenute a Teanum Apulum, sul fiume Fortore. Tuttavia nella Daunia meridionale il primitivo alfabeto dauno era ancora in uso, come dimostrato dalla casuale scoperta (avvenuta nel 2002 presso Bovino, l'antica Vibinum, nella valle del Cervaro) di un coppo iscritto risalente all'epoca pre-romana.
Con l'avvento della colonizzazione romana (la prima colonia, a Lucera, è dedotta nel 314 a.C.), il toponimo "Daunia" e lo stesso etnonimo "Dauni" cadono progressivamente nell'oblio; da allora i territori dauni, unitamente a quelli peuceti e a parte di quelli messapi, si definiscono univocamente "Apulia" e tutti i suoi abitanti si chiamano indistintamente "Apuli".

## Arte

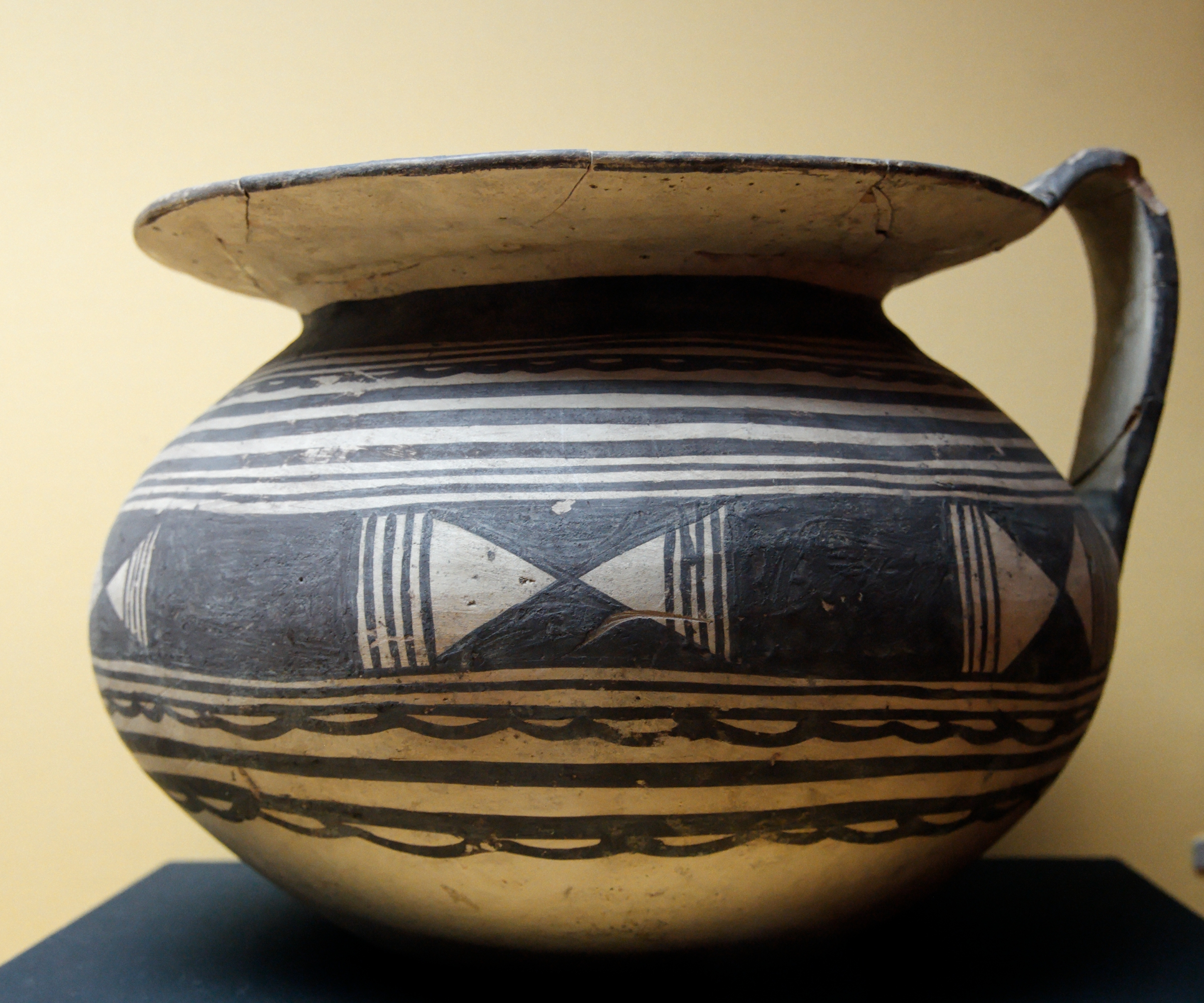
Tipico vaso di ceramica di manifattura dauna (550-400 avanti Cristo).

Tra i reperti più significativi spiccano, oltre la ceramica subgeometrica, tipica di questa civiltà, senz'altro le famose stele daunie, lastre funebri antropomorfe scolpite dell'VIII- VI secolo a.C., trovate nella piana sud di Siponto, ad Arpi, Herdonia e negli altri maggiori centri dauni dal Gargano al Subappennino, e oggi conservate per lo più nel museo archeologico nazionale di Manfredonia.
Rappresentano i defunti, fortemente stilizzati ed erano infisse verticalmente nel terreno, in corrispondenza delle sepolture di coloro che raffiguravano. Tra i simboli scolpiti sulle stele ricorre significativamente il simbolo del sole nascente (associato erroneamente alla svastica) e il fiore della vita. e molti "circoli concentrici" che altro non sono che "segni d'acqua" (rappresentazione del sasso nello stagno!) sulle stele raffigurati quali simboli bene-auguranti di rinascita.
Tra gli altri reperti di rilievo è doveroso citare anche il Trapezophoros di Ascoli Satriano, una famosa scultura senza precedenti analoghi, in marmo policromo, raffigurante due grifoni che sbranano una cerva, esposta anche presso il Padiglione Italia durante l'Expo 2015.

## Città
I principali centri abitati della Daunia erano Tiati (presso San Paolo di Civitate), Uria (versante nord-est del Gargano), Casone (presso San Severo), Luceria, Monte Saraceno (presso Mattinata), Siponto (presso attuale Manfredonia), Coppa Nevigata, Cupola, Salapia (parzialmente in agro di Cerignola e Manfredonia), Arpi o Argyrippa o Argos Hippium (presso Foggia), Aecae (presso Troia), Vibinum (Bovino), Herdonia (Ordona), Ausculum (Ascoli Satriano), Canusium (Canosa), Forentum (Lavello) e Venusia (Venosa).